# Хімічний факультет Харківського національного університету
Хімі́чний факульте́т — один із факультетів в Харківському національному університеті ім. В. Н. Каразіна.
Був виділений в окрему структуру в 1930 році. Хоча викладання хімії велося з перших днів створення університету (1804 р.), усі дисципліни вивчалися разом із курсами фізико-математичних наук. І лише в 1930 році в результаті реоганізації Харківського інституту народної освіти був створений Харківський фізико-хіміко-математичний інститут з новоутвореним хімічним факультетом.
Викладали хімію на факультеті такі відомі вчені як Микола Бекетов, Євген Хотинський, Юрій Коршун, Леонід Литвиненко, Микола Ізмайлов, Іван Телетов, Володимир Тимофєєв, Іван Осипов, Валерій Орлов та інші.

## Структура факультету
Факультет складається з шістьох кафедр та Науково-дослідного інституту хімії
- Кафедра неорганічної хімії
- Кафедра органічної хімії
- Кафедра прикладної хімії
- Кафедра фізичної хімії
- Кафедра хімічної метрології
- Кафедра хімічного матеріалознавства

## Декани
- Давидов Олександр Тимофійович (1930—1931)
- Габель Юрій Орестович (1931—1935)
- Казанський Діонісій Олександрович (1935—1938)
- Андреасов Леон Михайлович (1938—1941)
- Давидов Олександр Тимофійович (1941—1944) Кизил-Орда
- Виногоров Георгій Романович  (1943—1944) Харків
- Андреасов Леон Михайлович (1944—1952)
- Корнієнко В. П. (1952—1961)
- Титов Євген Володимирович (1961—1965)
- Левицкий И. Я. (1965—1966)
- Чорний В. С. (1966—1970)
- Орлов Валерій Дмитрович  (1990—2006)
- Калугін О.М.

## Наукові видання
За ініціативи студента Бориса Красовицького, у 1934 році виходив «Науковий бюлетень» факультету, перший випуск якого довелося друкувати за допомогою склографа. Всього було видано два номери, а з наступного року стали виходити «Труди інституту хімії при Харківському Державному університеті».